# Coma dels Pescadors
La Coma dels Pescadors és una coma que es troba administrativament dins dels termes municipals d'Espot (Pallars Sobirà) i la Vall de Boí (Alta Ribagorça), en el Parc Nacional d'Aigüestortes i Estany de Sant Maurici. La divisió administrativa entre els dos municipis es troba aproximadament als 00° 58' 15" E de longitud.

## Llegenda
Diu la llegenda, que antigament els veïns d'Espot i els de Boí mantenien freqüents baralles per la propietat de les terres entre els dos pobles. Per posar fi a les disputes van acordar fer una cursa: un corredor per banda sortiria de la plaça del seu poble en direcció a la de l'altre; el punt on els dos corredors es trobessin marcaria el nou límit. Els dos pobles van escollir el seu corredor. La tradició també fa menció al regiment alimentari al qual van sotmetre els escollits: costelles de corder per al pallarès i llet per al ribagorçà. El dia i hora fixats, els dos escollits van iniciar la cursa. A mig camí, al cap de poc que el de Boí iniciés la pujada al Portarró, es van trobar els dos rivals; i es van fixar els nous límits.

## Geografia
Geogràficament és una vall d'origen glacial, subsidiària de la Vall de Sant Nicolau, tributària per la dreta del Riu de Sant Nicolau. Es troba per sobre dels 2.250 metres i la seva superfície aproximada és d'1,8 km². És la més oriental de les dues valls que conformen la Vall de Peixerani.

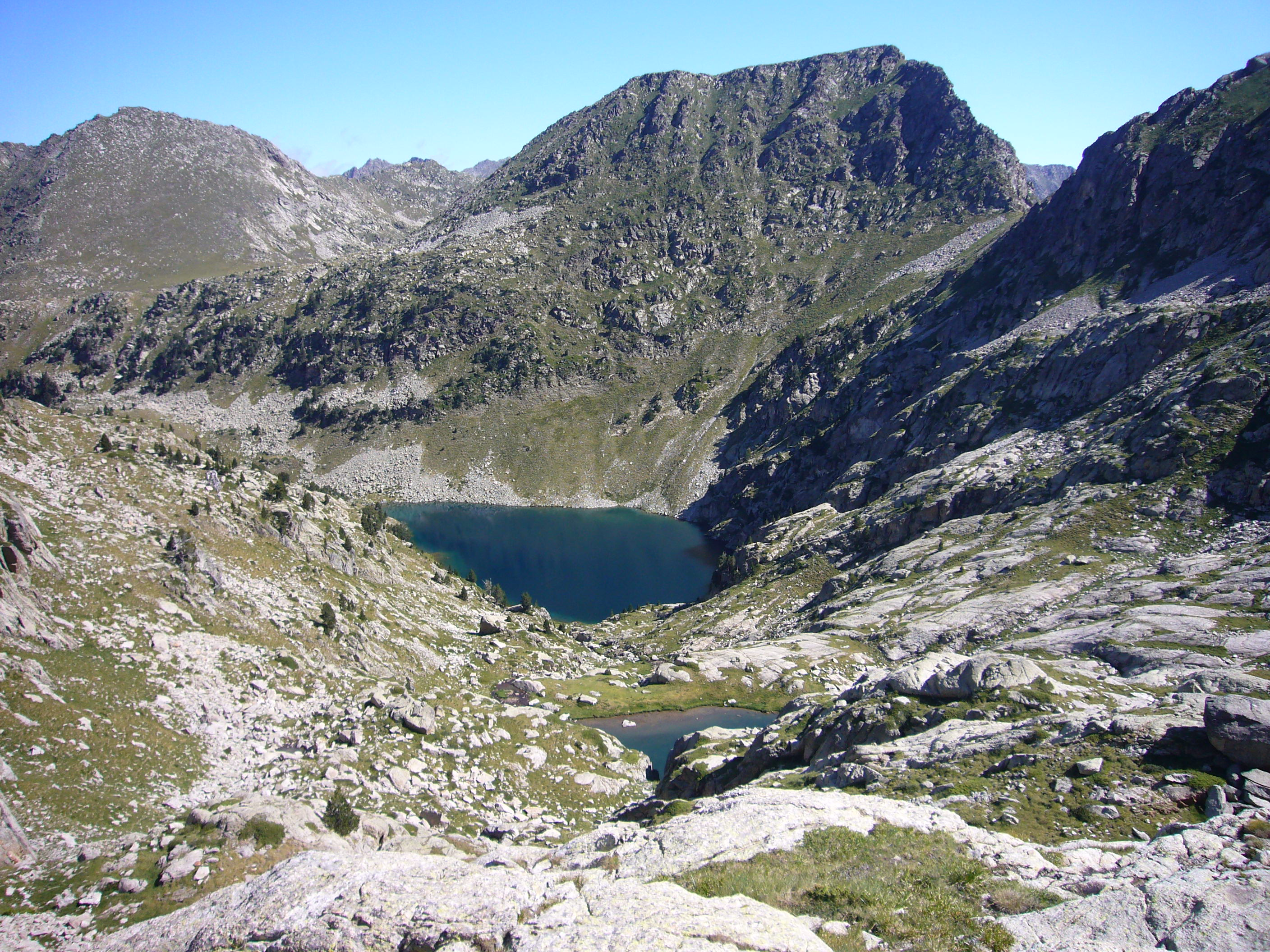
Estany Nere, i d'esquerra a dreta: Pic del Portarró, Portarró d'Espot, Agulla del Portarró i Coll Nord de Subenuix.

L'Estany Nere és el punt d'entrada a la Coma dels Pescadors i d'unió amb la Coma d'Amitges. Al nord de l'estany pronunciades pendents s'alcen cap a l'altiplà del Portarró d'Espot, la carena s'aixeca en direcció est fins a assolir l'Agulla del Portarró (2.675,1 m). Des de l'agulla, limitant amb la Vall de Subenuix, la carena agafa la direcció sud, travessa el Coll Nord de Subenuix (2.508,6 m) i enllaça amb la Serra de Subenuix: Pic Inferior de Subenuix (2.881,6 m), Coll Sud de Subenuix (2.777,6 m) i Pic de Subenuix (2.950,2 m). A partir del pic, la carena vira cap al sud-est i limita amb la zona nord-occidental de la Vall Fosca, després gira cap a l'oest, travessa la Collada dels Gavatxos (2.667,0 m) i continua fins a trobar una petita elevació. A partir d'aquí, agafant rumb nord, limita amb la Coma d'Amitges, baixa al Coll de la Montanyeta (2.664,6 m) i puja al Tossal de la Montanyeta (2.771,4 m); a la zona de l'Estany Perdut segueix cap al nord-nord-est; per, finalment, descendir en direcció nord, deixant l'Estany Nere a llevant.
A la part alta de la coma, amb els Estanys dels Gavatxos (2.561 i 2.549 m), s'inicia la cadena d'estanys esglaonats que baixen cap al nord; amb un rosari d'estanyets a la zona mitjana, on destaquen dos de més grans que els altres (2.499 i 2.377 m); per arribar finalment a l'Estany Nere (2.296 m), que desaigua cap a l'oest, al Barranc de Peixerani.

## Rutes
Nombrosos són els camins que creuen aquesta coma. A l'Estany Nere es pot arribar resseguint el Barranc de Peixerani, que puja des de l'Estany Llong; també des de la Bassa de les Granotes, ja sigui procedent del Barranc de Peixerani o del camí del Portarró d'Espot. Des de l'extrem nord-occidental de l'Estany Nere, vorejant la seva riba septentrional, es pot pujar al Coll Nord de Subenuix que es troba a llevant; des d'aquest coll es pot arribar a la zona del Portarró, seguint el camí que sense perdre gaire alçada creua el vessant nord de la coma. El camí que puja fins a la Collada dels Gavatxos, ressegueix el rosari d'estanys. A l'alçada del primer estanyet, una variant pren rumb a l'est, s'enfila fins a la carena i la segueix cap al sud, per assolir finalment el Pic Inferior de Subenuix. Al punt on trobem el segon estanyet important, una altra variant, cap a l'oest aquest cop, salta la carena occidental, que no té un gran desnivell en aquest punt, per baixar cap a l'Estany Perdut. Des de l'estany inferior dels Gavatxos, un camí busca el Coll Sud de Subenuix, a l'oest, per pujar al Pic de Subenuix, al qual també es pot arribar des de la Collada dels Gavatxos. Vorejant la riba esquerra de l'estany superior, un altre camí agafa rumb sud-oest i assoleix el Coll de la Montanyeta.